# Transformada integral
En matemàtiques, una transformada integral és un tipus de transformació que mapeja una funció del seu espai de funció original a un altre espai de funció mitjançant la integració, on algunes de les propietats de la funció original es podrien caracteritzar i manipular més fàcilment que a l'espai de funcions original. La funció transformada generalment es pot mapejar de nou a l'espai de la funció original mitjançant la transformació inversa.

## Forma general
Una transformada integral és qualsevol transformació {\displaystyle T} de la forma següent:
{\displaystyle (Tf)(u)=\int _{t_{1}}^{t_{2}}f(t)\,K(t,u)\,dt}
L'entrada d'aquesta transformació és una funció {\displaystyle f}, i la sortida és una altra funció {\displaystyle Tf}. Una transformada integral és un tipus particular d'operador matemàtic.
Hi ha nombroses transformacions integrals útils. Cadascun s'especifica mitjançant una elecció de la funció K de dues variables, la funció del nucli, el nucli integral o el nucli de la transformada.
Alguns nuclis tenen associat un nucli invers {\displaystyle K^{-1}(u,t)} que (aproximadament parlant) produeix una transformada inversa:
{\displaystyle f(t)=\int _{u_{1}}^{u_{2}}(Tf)(u)\,K^{-1}(u,t)\,du}
Un nucli simètric és aquell que no canvia quan es permuten les dues variables; és una funció del nucli {\displaystyle K} de tal manera que {\displaystyle K(t,u)=K(u,t)}. En la teoria d'equacions integrals, els nuclis simètrics corresponen a operadors autoadjunts.

## Motivació
Hi ha moltes classes de problemes que són difícils de resoldre —o almenys bastant difícils de manejar algebraicamente— en les seves representacions originals. Una transformació integral "mapa" una equació del seu "domini" original a un altre domini, en el qual manipular i resoldre l'equació pot ser molt més fàcil que en el domini original. Aleshores, la solució es pot mapejar de nou al domini original amb la inversa de la transformada integral.
Hi ha moltes aplicacions de probabilitat que es basen en transformacions integrals, com ara el "nucli de preus" o el factor de descompte estocàstic, o la suavització de dades recuperades d'estadístiques robustes; vegeu el nucli (estadístiques).

## Exemple d'ús
Com a exemple d'aplicació de transformacions integrals, considereu la transformada de Laplace. Aquesta és una tècnica que mapeja equacions diferencials o integro-diferencials en el domini "temps" en equacions polinomials en el que s'anomena el domini "freqüència complexa". (La freqüència complexa és similar a la freqüència física real, però bastant més general. Concretament, la component imaginària ω de la freqüència complexa s = − σ + iω correspon al concepte habitual de freqüència, és a dir., la velocitat a la qual fa un cicle sinusoide, mentre que la component real σ de la freqüència complexa correspon al grau d'"amortiment", és a dir, una disminució exponencial de l'amplitud. ) L'equació llançada en termes de freqüència complexa es resol fàcilment en el domini de la freqüència complexa (les arrels de les equacions polinomials en el domini de la freqüència complex corresponen a valors propis en el domini del temps), donant lloc a una "solució" formulada en el domini de la freqüència. Utilitzant la transformada inversa, és a dir, el procediment invers de la transformada original de Laplace, s'obté una solució en el domini del temps. En aquest exemple, els polinomis en el domini de la freqüència complexa (normalment es produeixen al denominador) corresponen a sèries de potències en el domini del temps, mentre que els desplaçaments axials en el domini de la freqüència complexa corresponen a l'amortiment per exponencials en decadència en el domini del temps.

## Table of transforms
| Transformada                    | Símbol                               | K                                                                          |
| ------------------------------- | ------------------------------------ | -------------------------------------------------------------------------- |
| transformada Abel               | F, f                                 | {\displaystyle {\frac {2t}{\sqrt {t^{2}-u^{2}}}}}                          |
| transformada Associada Legendre | {\displaystyle {\mathcal {J}}_{n,m}} | {\displaystyle (1-x^{2})^{-m/2}P_{n}^{m}(x)}                               |
| transformada Fourier            | {\displaystyle {\mathcal {F}}}       | {\displaystyle e^{-2\pi iut}}                                              |
| transformada Fourier sinoidal   | {\displaystyle {\mathcal {F}}_{s}}   | {\displaystyle {\sqrt {\frac {2}{\pi }}}\sin(ut)}                          |
| transformada Fourier cosinus    | {\displaystyle {\mathcal {F}}_{c}}   | {\displaystyle {\sqrt {\frac {2}{\pi }}}\cos(ut)}                          |
| transformada Hankel             |                                      | {\displaystyle t\,J_{\nu }(ut)}                                            |
| transformada Hartley            | {\displaystyle {\mathcal {H}}}       | {\displaystyle {\frac {\cos(ut)+\sin(ut)}{\sqrt {2\pi }}}}                 |
| transformada Hermite            | {\displaystyle H}                    | {\displaystyle e^{-x^{2}}H_{n}(x)}                                         |
| transformada Hilbert            | {\displaystyle {\mathcal {H}}il}     | {\displaystyle {\frac {1}{\pi }}{\frac {1}{u-t}}}                          |
| transformada Jacobi             | {\displaystyle J}                    | {\displaystyle (1-x)^{\alpha }\ (1+x)^{\beta }\ P_{n}^{\alpha ,\beta }(x)} |
| transformada Laguerre           | {\displaystyle L}                    | {\displaystyle e^{-x}\ x^{\alpha }\ L_{n}^{\alpha }(x)}                    |
| transformada Laplace            | {\displaystyle {\mathcal {L}}}       | {\displaystyle e^{-ut}}                                                    |
| transformada Legendre           | {\displaystyle {\mathcal {J}}}       | {\displaystyle P_{n}(x)\,}                                                 |
| transformada Mellin             | {\displaystyle {\mathcal {M}}}       | {\displaystyle t^{u-1}}                                                    |
| transformada Laplace bilateral  | {\displaystyle {\mathcal {B}}}       | {\displaystyle e^{-ut}}                                                    |
| kernel Poisson                  |                                      | {\displaystyle {\frac {1-r^{2}}{1-2r\cos \theta +r^{2}}}}                  |
| transformada Radon              | Rƒ                                   |                                                                            |
| transformada Weierstrass        | {\displaystyle {\mathcal {W}}}       | {\displaystyle {\frac {e^{-{\frac {(u-t)^{2}}{4}}}}{\sqrt {4\pi }}}\,}     |
| transformada X-ray              | Xƒ                                   |                                                                            |